# برونیشوویتسه (استان اوپوله)
برونیشوویتسه (به لهستانی: Broniszowice) یک منطقهٔ مسکونی در لهستان است که در گمینا اوتموخوو واقع شده‌است. برونیشوویتسه ۱۱۰ نفر جمعیت دارد و ۲۱۰ متر بالاتر از سطح دریا واقع شده‌است.